# Danny DeVito
Daniel Michael DeVito Jr. (Neptune Township, New Jersey, 1944. november 17. –) Golden Globe- és Primetime Emmy-díjas olasz származású amerikai filmszínész, producer, rendező, forgatókönyvíró és humorista.
Louie De Palma szerepében vált ismertté a Taxi (1978–1983) című televíziós sorozatban, mellyel egy Golden Globe- és egy Primetime Emmy-díjat nyert. 2006-tól a Felhőtlen Philadelphia című vígjátéksorozat főszereplője.
Fontosabb szereplései voltak a Száll a kakukk fészkére (1975), a Becéző szavak (1983), a Dobjuk ki anyut a vonatból! (1987), az Ikrek (1988), A rózsák háborúja (1989), a Batman visszatér (1992), a Szóljatok a köpcösnek! (1995), a Matilda, a kiskorú boszorkány (1996), a Támad a Mars! (1996), a Szigorúan bizalmas (1997), az Ember a Holdon (1999) és a Dumbo (2019) című filmekben.
Hangját kölcsönözte olyan animációs filmekben, mint a Space Jam – Zűr az űrben (1996), a Herkules (1997), a Lorax (2012) és az Ivan, az egyetlen (2020). Filmproducerként részt vett többek között a Ponyvaregény (1994), A régi környék (2004) és a Saját szavak (2007) elkészítésében.

## Életútja

### Színészként

#### Az osztály bohóca
Danny Michael DeVito 1944. november 17-én született a New Jersey állambeli Neptune-ban, olasz származású családban. A feltűnően alacsony növésű (mindössze 150 cm magas) fiút még a katolikus iskolában is folyton piszkálták osztálytársai. DeVito ezen úgy segített, hogy az osztály bohócává lépett elő. Paródiáinak célpontjai általában a nővérek és a papok voltak. Bár már ekkor ráébredt színészi képességeire, mégis kozmetikusnak tanult a Wilfred Academy of Hair and Beauty Culture-ön, és nővére szépségszalonjában kapott munkát. Később felvételizett az Amerikai Drámai Művészetek Akadémiájára, és elhatározta, hogy mégis a színészi pályát választja élethivatásául. A színiiskolában egyik csoporttársnőjével, Rhea Perlmannal egymásba szerettek és összeházasodtak.

#### Színház vagy film?
Első filmszerepét 1970-ben kapta a Dreams of Glass című moziban, de a fogadtatás meglehetősen vegyes volt, és Danny DeVito – főként ennek hatására – még sokáig ingadozott a színpad és a nagyvászon lehetőségei között. Feleségével egyszemélyes színházat szerveztek New Yorkban, ahol DeVito A férfi, akinek virág van a szájában című egyszemélyes show-műsorával sikert is aratott. Mozis karrierje azonban még ingatag cölöpökön állt: ugyanolyan színésznagyságokkal szerepelt együtt, mint Sophia Loren (Mortadella), Woody Allen (Banánköztársaság) vagy Kirk Douglas (Scalawag), azonban még nem kapott kellő figyelmet. Ehhez az kellett, hogy épp Kirk Douglas fia, Michael Douglas (aki mellesleg DeVito szobatársa volt az Amerikai Drámai Művészetek Akadémiáján) producerként szerepet ajánljon neki Miloš Forman filmjében, amelynek címe: Száll a kakukk fészkére, melyben DeVito Jack Nicholson partnereként egy csendes őrültet játszott. Az 1975-ben készült filmnek – melynek Michael Douglas volt a producere – óriási sikere volt: a film öt Oscar-díjat nyert a következő évben (bár Danny DeVito nem volt a film díjazottjai között).

#### Taxi, rózsák és becéző szavak
DeVito végül a Taxi című sitcom (szituációs komédia) szereplőjeként vált országosan ismert sztárrá. A közkedvelt sorozatban DeVito egy ellenszenves diszpécser szerepét oldotta meg kitűnően. A szóbeszéd szerint úgy lett az övé a szerep, hogy amikor a forgatókönyvvel a kezében besétált a meghallgatásra, rögtön megkérdezte: Ki írta ezt a szart? És ekkor az alkotók már tudták, hogy De Vito képes életre kelteni az általuk kívánt kekec fazont, s azóta Dannyt minden idők legsikeresebb tévés karakterszínészeként emlegetik. Ezt követően Danny még sokáig nem tudott kibújni a simlis másodhegedűs skatulyájából, és temérdek hasonló felépítésű filmszerep következett: játszott simlis nőimádót a Becéző szavakban (és másodszor is "asszisztált" egy Jack Nicholsonnak Oscar-díjat hozó produkcióban) 1983-ban, majd 1984-ben A smaragd románca c. kalandfilm következett, régi barátjával, Michael Douglasszel és Kathleen Turnerrel. A sikeres mozi filmfolyammá nőtte ki magát, később a Nílus gyöngye (1985) és A rózsák háborúja (1989) c. darabokkal folytatódott. DeVito-nak a mozik erkölcsi és anyagi sikert egyaránt hoztak – főként, hogy A rózsák háborúját rendezőként is jegyezte.

#### A nagyokos bádogember
Brian De Palma Nagyokosok című gengszter-paródiájában a kisstílű bűnözőt, Harry Valentinit mintázza meg sajátos humorérzékkel, emlékezetesen. Következett a Dobjuk ki anyut a vonatból!, amely Alfred Hitchcock Idegenek a vonaton című filmjének modern – és természetesen vígjátéki szellemű – újraértelmezése (1987). DeVito ezután a Bádogemberek (1987) szerepében gátlástalan üzletember, majd egyik legemlékezetesebb komédiázása, az Ikrek következik a sorban 1988-ban, amelyben Arnold Schwarzenegger ikertestvérét játszotta. Az eszement vígjátékot kedves humora és DeVito izgő-mozgó karaktere ellenállhatatlanná tette.

#### Napjainkig
A '90-es évek első felében ismét a komoly témák felé orientálódott. A kevés hasznot hozó A nagy likvidátor után ugyanis a Hoffa című produkció következett, melyet ő rendezett, és Jack Nicholson mellett ő játszotta az egyik központi maffiózó szerepet. A film a '30-as évek Amerikájának szakszervezeteibe és a munkásosztály sanyarú sorsába ad betekintést. DeVito egy törtető gengszter, Bobby Ciaro bőrébe bújt. Ugyanebben az évben "megörökölte" Nicholson barátjától Batman ügyeletes ellenlábasának posztját: a Batman visszatérben a kanálisban nevelkedett torzszülött, Pingvinember figuráját kínálták fel neki, és remekül formálta meg a hálás szerepet. Sőt, egyes pletykák szerint annyira belemélyedt a karakter tanulmányozásába és átélésébe, hogy a stáb pszichiátert hívott ki, aki megfigyelte DeVitót – de a Dr. Hannibal Lectert alakító Anthony Hopkinsról is szárnyra keltek hasonló híresztelések. DeVito mindenesetre ismét visszatért a könnyed műfajhoz: a Nicsak, ki beszél most! (1993) című családi mozi után leforgatta a szívmelengető Reneszánsz embert (1994; az ebben szereplő Mark Wahlberg később példaképéül választotta az alacsony színészt), majd a Juniorban ismét Schwarzeneggerrel bolondoztak együtt Ivan Reitman filmrendező kezei alatt. Ezúttal tudósokat játszottak, akik azon fáradoznak, hogy a férfi nem képviselői is képesek legyenek emberi magzat kihordására. Mindazonáltal a történetnek nem volt olyan sodrása, mint az Ikreknek, de DeVito előadása ezúttal is utánozhatatlanul mulattató volt. Nagy szerepet vállalt a következő év egyik bombasikerében, a Szóljatok a köpcösnek! című egyedi hangvételű vígjátékban, amely a "hollywoodiaskodás" szokásrendszerét veszi górcső alá meglehetősen gunyoros stílusban. A Támad a Mars!-ban DeVito csupán villanásnyi epizód erejéig tűnt fel egy szerencsejátékos ügyvédet életre keltve – egy tucat sztár, Jack Nicholson, Glenn Close, Pierce Brosnan, Tom Jones oldalán -, majd mellékszerepelt a Szigorúan bizalmas (1997) c. sikerfilmben, amelyet máig minden idők egyik legnagyobb hatású krimijének tartanak. DeVito ez utóbbiban a minden hájjal megkent újságírót, Sid Hudgeonst alakította. 1997-ben a Herkules c. Disney-rajzfilm egyik szereplőjének kölcsönözte szinkronhangját, majd 1998-ban Francis Ford Coppola filmjében, Az esőcsináló-ban vállalta el egy kétbalkezes ügyvéd szerepét. Következő falrengető sikere az Ember a Holdon című életrajzi dráma volt, amelyben Jim Carrey alakította minden idők egyik legnagyszerűbb televíziós nevettetőjét, Andy Kaufmant, aki mellesleg DeVito-nak valóban kollégája volt a Taxiban. A színész George Shapiro-t, Andy legközelebbi barátját játszotta a különleges hangulatú, édesbús tragikomédiában. Ezután ismét váltakozó színvonalú és műfajú munkák következtek: a 2001-es Négybalkéz – amelyet Martin Lawrence partnereként készített, és ami arcpirító bukásnak bizonyult, Az arany markában, amelyet a színészveterán Gene Hackman oldalán készített – tovább gyakorolva a simlis gazember szerepkört -, majd a szintén kevés sikert hozó Dögölj meg, Smaci! (2002) következett Edward Nortonnal és Robin Williamsszel. Ezután a Nagy hal (2003), a Csak lazán (2005) c. filmek kisebb szerepeiben tűnt fel, majd a Kiskarácsony mindenáron (2006) című vígjátékot forgatta. 2006-tól a népszerű Felhőtlen Philadelphia című szituációs komédia egyik főszereplője.

### Rendezőként
Danny DeVito igen korán elkezdett foglalkozni a rendezéssel, először A férfi, akinek virág van a szájában című saját szórakoztató műsorát állította össze. Később rendezett egy epizódot a Taxiból (1978), majd a Dobjuk ki anyut a vonatból! és A rózsák háborúja következett, utóbbiért a Berlini Nemzetközi Filmfesztivál Arany Medve-díjra terjesztette fel a művészt. Legtöbb rendezésében színészként is szerepet vállalt (Hoffa, Matilda, a kiskorú boszorkány, Dögölj meg, Smaci!), de akadt kivétel is (Jószomszédi iszony).

### Producerként
DeVito mintegy 32 filmben vállalt produceri feladatot – producer és executive producer minőségben egyaránt. A színész mellesleg 1992-ben megalapította a Jersey Films-et, amely Hollywood egyik legbátrabb, kísérletező kedvű, független produkciós cége lett. Első munkájuk a Hoffa volt, DeVito ebben vállalt először producerkedést, majd olyan filmekkel folytatta, mint a Ponyvaregény, a Szóljatok a köpcösnek!, a Matilda, a kiskorú boszorkány, az Ember a Holdon, az Erin Brockovich – Zűrös természet, a SImOne, A régi környék, a Derült égből Polly, vagy a Csak lazán!.

## Magyar hangja
Danny DeVitót Magyarországon általában – főként legismertebb filmjeiben – Harkányi Endre színművész szinkronizálja, de sokszor hallhatjuk Balázs Péter hangján is megszólalni. Mellettük kisebb "tételben" Beregi Péter és Szombathy Gyula kölcsönzi még a népszerű amerikai színész szinkronhangját, illetőleg a régebbi filmjeinek újraszinkronizálásában Kerekes József szintén megszólaltatja DeVitót. Gyakori hangjai még Háda János és Harsányi Gábor is.
A Felhőtlen Philadelphia (2005-) című szituációs komédiában (2024-es haláláig) Forgács Gábor kölcsönözte a hangját.

## Filmográfia

### Film

#### Rendező és producer
| Év   | Magyar cím                        | Eredeti cím                          | Feladatkör | Feladatkör |
| Év   | Magyar cím                        | Eredeti cím                          | Rendező    | Producer   |
| ---- | --------------------------------- | ------------------------------------ | ---------- | ---------- |
| 1983 |                                   | Selling of Vince D'Angelo (tévéfilm) | Igen       | Nem        |
| 1984 | Karrier minden áron (tévéfilm)    | The Ratings Game                     | Igen       | Nem        |
| 1987 | Dobjuk ki anyut a vonatból!       | Throw Momma from the Train           | Igen       | Nem        |
| 1989 | A rózsák háborúja                 | The War of the Roses                 | Igen       | Nem        |
| 1992 | Hoffa                             | Hoffa                                | Igen       | Igen       |
| 1994 | Nyakunkon az élet                 | Reality Bites                        | Nem        | Igen       |
| 1994 | 8 másodperc                       | 8 Seconds                            | Nem        | Igen       |
| 1994 | Ponyvaregény                      | Pulp Fiction                         | Igen       | Vezető     |
| 1995 | Szóljatok a köpcösnek!            | Get Shorty                           | Nem        | Igen       |
| 1996 | Matilda, a kiskorú boszorkány     | Matilda                              | Igen       | Igen       |
| 1996 | Égimeszelés                       | Sunset Park                          | Nem        | Igen       |
| 1996 | Féktelen Minnesota                | Feeling Minnesota                    | Nem        | Igen       |
| 1997 | Gattaca                           | Gattaca                              | Nem        | Igen       |
| 1998 | Mint a kámfor                     | Out of Sight                         | Nem        | Igen       |
| 1998 | A csók                            | Living Out Loud                      | Nem        | Igen       |
| 1999 | Ember a Holdon                    | Man on the Moon                      | Nem        | Igen       |
| 2000 | Erin Brockovich – Zűrös természet | Erin Brockovich                      | Nem        | Igen       |
| 2000 | Dögölj meg, drága Mona!           | Drowning Mona                        | Nem        | Vezető     |
| 2001 | Fűre tépni szabad                 | How High                             | Nem        | Igen       |
| 2001 | Az ösztönember                    | The Caveman's Valentine              | Nem        | Igen       |
| 2002 | Dögölj meg, Smaci!                | Death to Smoochy                     | Igen       | Nem        |
| 2003 |                                   | Camp                                 | Nem        | Igen       |
| 2003 | Jószomszédi iszony                | Duplex                               | Igen       | Nem        |
| 2004 | Derült égből Polly                | Along Came Polly                     | Nem        | Igen       |
| 2004 | A régi környék                    | Garden State                         | Nem        | Vezető     |
| 2005 | Csak lazán!                       | Be Cool                              | Nem        | Igen       |
| 2005 |                                   | Queen B (próbaepizód)                | Igen       | Nem        |
| 2006 | A szerencse foglyai               | Even Money                           | Nem        | Igen       |
| 2006 | Sokk a jóból                      | Relative Strangers                   | Nem        | Igen       |
| 2007 | Saját szavak                      | Freedom Writers                      | Nem        | Igen       |
| 2007 | Zsaruk bevetésen – A film         | Reno 911!: Miami                     | Nem        | Igen       |
| 2014 | Sírok között                      | A Walk Among the Tombstones          | Nem        | Igen       |
| 2016 |                                   | Curmudgeons (rövidfilm)              | Igen       | Igen       |

#### Színész
| Év   | Magyar cím                            | Eredeti cím                                          | Szerep                           | Magyar hang                    |
| ---- | ------------------------------------- | ---------------------------------------------------- | -------------------------------- | ------------------------------ |
| 1970 |                                       | Dreams of Glass                                      | gengszter                        |                                |
| 1971 | Mortadella                            | Lady Liberty                                         | Fred Mancuso                     | Szabó Ottó                     |
| 1972 |                                       | Hot Dogs for Gauguin (rövidfilm)                     | Adrian                           |                                |
| 1973 |                                       | Hurry Up, or I'll Be 30                              | Petey                            |                                |
| 1973 |                                       | Scalawag                                             | Fly Speck                        |                                |
| 1975 | Száll a kakukk fészkére               | One Flew Over the Cuckoo's Nest                      | Martini                          | Gálvölgyi János                |
| 1975 | Száll a kakukk fészkére               | One Flew Over the Cuckoo's Nest                      | Martini                          | Kerekes József                 |
| 1975 |                                       | Deadly Hero                                          | N/A                              |                                |
| 1976 | Retkes verdák rémei (törölt jelenet)  | Car Wash                                             | Joe                              |                                |
| 1976 |                                       | The Money                                            | pultos                           |                                |
| 1977 | A furgon                              | The Van                                              | Andy                             |                                |
| 1977 | A világ legnagyobb hősszerelmese      | The World's Greatest Lover                           | rendezőasszisztens               |                                |
| 1978 | Irány délre!                          | Goin’ South                                          | Hog                              | Kassai Károly                  |
| 1979 |                                       | Swap Meet                                            | Max                              |                                |
| 1981 | Majomkodó örökösök                    | Going Ape!                                           | Lazlo                            |                                |
| 1983 | Becéző szavak                         | Terms of Endearment                                  | Vernon Dahlart                   | Harkányi Endre                 |
| 1984 | A smaragd románca                     | Romancing the Stone                                  | Ralph                            | Harkányi Endre                 |
| 1984 | A smaragd románca                     | Romancing the Stone                                  | Ralph                            | Harsányi Gábor                 |
| 1984 | A smaragd románca                     | Romancing the Stone                                  | Ralph                            | Háda János                     |
| 1984 | Johnny DeVeszélyes                    | Johnny Dangerously                                   | Burr                             |                                |
| 1985 | A Nílus gyöngye                       | The Jewel of the Nile                                | Ralph                            | Harkányi Endre                 |
| 1985 | Főhivatal                             | Head Office                                          | Frank Steadman                   | Harkányi Endre                 |
| 1986 | Nagyokosok                            | Wise Guys                                            | Harry Valentini                  | Beregi Péter                   |
| 1986 | Borzasztó emberek                     | Ruthless People                                      | Sam Stone                        | Szombathy Gyula                |
| 1986 | Én kicsi pónim                        | My Little Pony: The Movie                            | Ragya Király (hangja)            |                                |
| 1987 | Bádogemberek                          | Tin Men                                              | Ernest Tilley                    | Dánielfy Zsolt                 |
| 1987 | Dobjuk ki anyut a vonatból!           | Throw Momma from the Train                           | Owen Lift                        | Harkányi Endre (1-2. szinkron) |
| 1987 | Dobjuk ki anyut a vonatból!           | Throw Momma from the Train                           | Owen Lift                        | Háda János (3. szinkron)       |
| 1988 | Ikrek                                 | Twins                                                | Vincent Benedict                 | Harkányi Endre                 |
| 1989 | A rózsák háborúja                     | The War of the Roses                                 | Gavin D'Amato                    | Harkányi Endre                 |
| 1991 | A nagy likvidátor                     | Other People's Money                                 | Larry Garfield                   | Balázs Péter                   |
| 1991 | A nagy likvidátor                     | Other People's Money                                 | Larry Garfield                   | Kerekes József                 |
| 1992 | Batman visszatér                      | Batman Returns                                       | Oswald Copplepot / Pingvin       | Sztankay István                |
| 1992 | Hoffa                                 | Hoffa                                                | Bobby Ciaro                      | Beregi Péter                   |
| 1993 | Jack, a mackó                         | Jack the Bear                                        | John Leary                       | Balázs Péter                   |
| 1993 | Az utolsó akcióhős                    | Last Action Hero                                     | Whiskers (hangja)                | Balázsi Gyula                  |
| 1993 | Az utolsó akcióhős                    | Last Action Hero                                     | Whiskers (hangja)                | Scherer Péter                  |
| 1993 | Nicsak, ki beszél most!               | Look Who's Talking Now                               | Bogyó (hangja)                   | Harkányi Endre                 |
| 1994 | Reneszánsz ember                      | Renaissance Man                                      | Bill Rago                        | Balázs Péter                   |
| 1994 | Junior                                | Junior                                               | Dr. Larry Arbogast               | Harkányi Endre                 |
| 1995 | Szóljatok a köpcösnek!                | Get Shorty                                           | Martin Weir                      | Harkányi Endre                 |
| 1995 | Szóljatok a köpcösnek!                | Get Shorty                                           | Martin Weir                      | Háda János                     |
| 1996 | Matilda, a kiskorú boszorkány         | Matilda                                              | Harry Wormwood                   | Harkányi Endre                 |
| 1996 | Matilda, a kiskorú boszorkány         | Matilda                                              | narrátor                         | Kristóf Tibor                  |
| 1996 | Space Jam – Zűr az űrben              | Space Jam                                            | Varangy úr (hangja)              | Balázs Péter                   |
| 1996 | Támad a Mars!                         | Mars Attacks!                                        | faragatlan szerencsejátékos      | Csuja Imre                     |
| 1997 | Az esőcsináló                         | The Rainmaker                                        | Deck Shifflet                    | Kocsis György                  |
| 1997 | Herkules                              | Hercules                                             | Philoktétész (hangja)            | Balázs Péter                   |
| 1997 | Szigorúan bizalmas                    | L.A. Confidential                                    | Sid Hudgens                      | Balázs Péter                   |
| 1997 | Men in Black – Sötét zsaruk           | Men in Black                                         | földönkívüli a monitoron (cameo) |                                |
| 1998 | A csók                                | Living Out Loud                                      | Pat Francato                     | Balázs Péter                   |
| 1999 | Tuti seft                             | The Big Kahuna                                       | Phil Cooper                      | Beregi Péter                   |
| 1999 | Ember a Holdon                        | Man on the Moon                                      | George Shapiro                   | Balázs Péter                   |
| 1999 | Öngyilkos szüzek                      | The Virgin Suicides                                  | Dr. Hornicker                    | Háda János                     |
| 1999 | Öngyilkos szüzek                      | The Virgin Suicides                                  | Dr. Hornicker                    | Forgács Gábor                  |
| 2000 | Dögölj meg, drága Mona!               | Drowning Mona                                        | Wyatt Rash                       | Balázs Péter                   |
| 2000 | Kutyaütők                             | Screwed                                              | Grover Cleaver                   | Harkányi Endre                 |
| 2001 | Az arany markában                     | Heist                                                | Bergman                          | Beregi Péter                   |
| 2001 | Az arany markában                     | Heist                                                | Bergman                          | Kerekes József                 |
| 2001 | Négybalkéz                            | What's the Worst That Could Happen?                  | Max Fairbanks                    | Szombathy Gyula                |
| 2002 | Dögölj meg, Smaci!                    | Death to Smoochy                                     | Burke Bennet                     | Szombathy Gyula                |
| 2002 | Austin Powers – Aranyszerszám         | Austin Powers in Goldmember                          | önmaga (mint KicsiÉn) (cameo)    | Harkányi Endre                 |
| 2003 | Csak az a szex                        | Anything Else                                        | Harvey Wexler                    | Balázs Péter                   |
| 2003 | Jószomszédi iszony                    | Duplex                                               | narrátor (hangja)                | Forgács Gábor                  |
| 2003 | Nagy Hal                              | Big Fish                                             | Amos Calloway                    | Szombathy Gyula                |
| 2004 |                                       | Christmas in Love                                    | Brad LaGuardia                   |                                |
| 2005 | Csak lazán!                           | Be Cool                                              | Martin Weir                      | Harkányi Endre                 |
| 2005 | Szabad egy táncra?                    | Marilyn Hotchkiss' Ballroom Dancing and Charm School | Booth                            |                                |
| 2006 | Sokk a jóból                          | Relative Strangers                                   | Frank Menure                     | Kocsis György                  |
| 2006 | A szerencse foglyai                   | Even Money                                           | Walter                           | Harsányi Gábor                 |
| 2006 | Szerepszemle                          | 10 Items or Less                                     | Big D                            |                                |
| 2006 | Óh, óh Ohio                           | The Oh in Ohio                                       | Wayne                            | Háda János                     |
| 2006 | Kiskarácsony mindenáron               | Deck the Halls                                       | Buddy Hall                       | Szombathy Gyula                |
| 2007 | Az álomnő                             | The Good Night                                       | Mel                              | Forgács Gábor                  |
| 2007 | Zsaruk bevetésen – A film             | Reno 911!: Miami                                     | körzeti jogász                   |                                |
| 2007 | Váltság-Nobel-díj                     | Nobel Son                                            | Gastner                          | Szombathy Gyula                |
| 2008 | Csak egy kis kurázsi                  | Just Add Water                                       | Merl                             | Forgács Gábor                  |
| 2008 | Csak egy kis kurázsi                  | Just Add Water                                       | Merl                             | Beregi Péter                   |
| 2009 | Lepattant a fater, zúzzuk le a kecót! | House Broken                                         | Tom "Smoky" Cathkart             | Reviczky Gábor                 |
| 2009 | A visszavonuló                        | Solitary Man                                         | Jimmy                            | Harsányi Gábor                 |
| 2010 | Minden kút Rómába vezet               | When in Rome                                         | Al                               |                                |
| 2010 |                                       | I'm Still Here                                       | önmaga                           |                                |
| 2011 |                                       | Girl Walks into a Bar                                | Aldo                             |                                |
| 2011 |                                       | Revenge of the Electric Car                          | önmaga                           |                                |
| 2012 | Lorax                                 | The Lorax                                            | Lorax (hangja)                   | Hollósi Frigyes                |
| 2012 |                                       | Hotel Noir                                           | Eugene Portland                  |                                |
| 2014 |                                       | All the Wilderness                                   | Dr. Pembry                       |                                |
| 2016 |                                       | Curmudgeons (rövidfilm)                              | Jackie                           |                                |
| 2016 |                                       | Wiener-Dog                                           | Dave Schmerz                     |                                |
| 2016 | A komédia császára                    | The Comedian                                         | Jimmy Berkowitz                  | Harsányi Gábor                 |
| 2017 | Állati jó kekszek                     | Animal Crackers                                      | Chesterfield (hangja)            | Harsányi Gábor                 |
| 2018 | Apróláb                               | Smallfoot                                            | Dorgle (hangja)                  | Balázs Péter                   |
| 2019 | Dumbo                                 | Dumbo                                                | Max Medici                       | Forgács Gábor                  |
| 2019 | Jumanji – A következő szint           | Jumanji: The Next Level                              | Eddie Gilpin                     | Balázs Péter                   |
| 2020 | Ivan, az egyetlen                     | The One and Only Ivan                                | Bob (hang)                       | Dörner György                  |
| 2021 | Túlélő                                | The Survivor                                         | Charlie Goldman                  | Forgács Gábor                  |
| 2023 | Kísértetkastély                       | Haunted Mansion                                      | professzor                       | Forgács Gábor                  |
| 2023 | Kacsalábon                            | Migration                                            | Dan bácsi (hangja)               | Harsányi Gábor                 |
| 2023 |                                       | Poolman                                              | Jack                             |                                |
| 2024 | Beetlejuice Beetlejuice               | Beetlejuice Beetlejuice                              | gondnok                          | Ujréti László                  |
| 2024 | Derült égből karácsony                | A Sudden Case of Christmas                           | Lawrence                         | Harsányi Gábor                 |

### Televízió
| Év        | Magyar cím                  | Eredeti cím                       | Szerep                                | Megjegyzések                                                                  |
| --------- | --------------------------- | --------------------------------- | ------------------------------------- | ----------------------------------------------------------------------------- |
| 1977      |                             | Delvecchio                        | Anthony 'Beanzie' Marott              | 1 epizód                                                                      |
| 1977      | Starsky és Hutch            | Starsky and Hutch                 | John "John John the Apple" DeAppoliso | 1 epizód                                                                      |
| 1977      |                             | Police Woman                      | Napoleon                              | egy epizód                                                                    |
| 1978–1983 | Taxi                        | Taxi                              | Louie De Palma                        | - főszereplő (114 epizód) - magyar hangja: - Kerekes József - Gálvölgyi János |
| 1979      |                             | Angie                             | Cheech bácsi                          | 1 epizód                                                                      |
| 1979      | Késői szerelem              | Valentine                         | Dewey                                 |                                                                               |
| 1980      |                             | The Associates                    | Alan Swathmore                        | 1 epizód                                                                      |
| 1982–1999 | Saturday Night Live         | Saturday Night Live               | önmaga (házigazda)                    | 6 epizód                                                                      |
| 1984      | Karrier minden áron         | The Ratings Game                  | Vic De Salvo                          | tévéfilm (rendező)                                                            |
| 1984      |                             | CBS Schoolbreak Special           | Ackroyd                               | 1 epizód                                                                      |
| 1985      |                             | Amazing Stories                   | Herbert                               | 1 epizód                                                                      |
| 1988      | Szezám utca                 | Sesame Street                     | Vincent van Trash                     | 1 epizód                                                                      |
| 1990      |                             | The Earth Day Special             | Vic                                   | különkiadás                                                                   |
| 1991–2013 | A Simpson család            | The Simpsons                      | Herb Powell (hangja)                  | 3 epizód                                                                      |
| 1994      |                             | The Larry Sanders Show            | önmaga                                | 1 epizód                                                                      |
| 1997      |                             | Pearl                             | Dean Martin                           | 1 epizód                                                                      |
| 2002      | Ed                          | Ed                                | Dr. Jack Carmichael                   | 1 epizód                                                                      |
| 2003      | Karen Sisco – Mint a kámfor | Karen Sisco                       | Charlie Lucre                         | 2 epizód                                                                      |
| 2004      | Jóbarátok                   | Friends                           | Roy Goodbody rendőr                   | 1 epizód                                                                      |
| 2004      |                             | Father of the Pride               | Emerson (hangja)                      | 1 epizód                                                                      |
| 2006–     | Felhőtlen Philadelphia      | It's Always Sunny in Philadelphia | Frank Reynolds                        | főszereplő                                                                    |
| 2015      |                             | Deadbeat                          | Giuseppe Monamocce                    | 1 epizód                                                                      |
| 2018      | A Kominsky-módszer          | The Kominsky Method               | Dr. Wexler                            | 2 epizód                                                                      |

## Fontosabb díjak és jelölések
Oscar-díj
| Év   | Kategória    | Jelölt mű                         | Eredmény |
| ---- | ------------ | --------------------------------- | -------- |
| 2001 | legjobb film | Erin Brockovich – Zűrös természet | Jelölve  |

BAFTA-díj
| Év   | Kategória    | Jelölt mű                         | Eredmény |
| ---- | ------------ | --------------------------------- | -------- |
| 2001 | legjobb film | Erin Brockovich – Zűrös természet | Jelölve  |

Golden Globe-díj
| Év   | Kategória                                                         | Jelölt mű                   | Eredmény | Ref.   |
| ---- | ----------------------------------------------------------------- | --------------------------- | -------- | ------ |
| 1979 | legjobb férfi mellékszereplő (sorozat, minisorozat vagy tévéfilm) | Taxi                        | Jelölve  | [ 11 ] |
| 1980 | legjobb férfi mellékszereplő (sorozat, minisorozat vagy tévéfilm) | Taxi                        | Elnyerte | [ 11 ] |
| 1981 | legjobb férfi mellékszereplő (sorozat, minisorozat vagy tévéfilm) | Taxi                        | Jelölve  | [ 11 ] |
| 1987 | legjobb férfi főszereplő (zenés film vagy vígjáték)               | Borzasztó emberek           | Jelölve  | [ 11 ] |
| 1988 | legjobb férfi főszereplő (zenés film vagy vígjáték)               | Dobjuk ki anyut a vonatból! | Jelölve  | [ 11 ] |

Primetime Emmy-díj
| Év   | Kategória                                      | Jelölt mű | Eredmény | Ref.   |
| ---- | ---------------------------------------------- | --------- | -------- | ------ |
| 1979 | legjobb férfi mellékszereplő (vígjátéksorozat) | Taxi      | Jelölve  | [ 12 ] |
| 1981 | legjobb férfi mellékszereplő (vígjátéksorozat) | Taxi      | Elnyerte | [ 12 ] |
| 1982 | legjobb férfi mellékszereplő (vígjátéksorozat) | Taxi      | Jelölve  | [ 12 ] |
| 1983 | legjobb férfi mellékszereplő (vígjátéksorozat) | Taxi      | Jelölve  | [ 12 ] |
| 2004 | legjobb vendégszínész (vígjátéksorozat)        | Jóbarátok | Jelölve  | [ 12 ] |

Screen Actors Guild-díj
| Év   | Kategória                        | Jelölt mű              | Eredmény | Ref.   |
| ---- | -------------------------------- | ---------------------- | -------- | ------ |
| 1996 | legjobb szereplőgárda (mozifilm) | Szóljatok a köpcösnek! | Jelölve  | [ 13 ] |
| 1998 | legjobb szereplőgárda (mozifilm) | Szigorúan bizalmas     | Jelölve  | [ 14 ] |

Tony-díj
| Év   | Kategória                                 | Jelölt mű | Eredmény |
| ---- | ----------------------------------------- | --------- | -------- |
| 2017 | legjobb férfi mellékszereplő színdarabban | The Price | Jelölve  |

## Fordítás
- Ez a szócikk részben vagy egészben  a   Danny DeVito című angol Wikipédia-szócikk fordításán alapul.  Az eredeti cikk szerkesztőit annak laptörténete sorolja fel. Ez a jelzés csupán a megfogalmazás eredetét és a szerzői jogokat jelzi, nem szolgál a cikkben szereplő információk forrásmegjelöléseként.